# Никола Попиванов
 Тази статия е за революционера.  За актьора вижте Никола Попиванов (актьор).  
Никола Попиванов Попгеоргиев е български учител и революционер, деец на Вътрешната македоно-одринска революционна организация.

## Биография
Попиванов е роден на 29 април 1880 година в Долно Драглища, Османската империя, днес България. През 1897 година завършва педагогическото училище в Кюстендил.
Работи като учител в родното си село, Банско, Мехомия и други. Влиза във ВМОРО под въздействието на баща си и участва активно в подготовката на въстание като член на околийския революционен комитет. През Илинденско-Преображенското въстание Попиванов е войвода на селската от Долно Драглища и взема участие в сражението при село Белица, Разложко на 18 септември 1903 година.
Преселва се в Ракитово, Пещерско, след въстанието. Там работи като учител до смъртта си на 13 ноември 1918 година.